# 914
914 (CMXIV) fue un año común comenzado en sábado del calendario juliano, en vigor en aquella fecha.

## Acontecimientos
- 24 de enero: en Egipto ―poco después del establecimiento del califato fatimí en la ciudad de Ifriquía (Túnez) en 909― empieza la primera invasión fatimí.
- Ordoño II asume el trono de León.
- En Roma, Juan X sucede a Landon como papa.

## Fallecimientos
- García I, rey de León